# KrAZ-MPV Shrek One
Die KrAZ-MPV Shrek One oder kurz KrAZ Shrek One (ukrainisch КрАЗ-МПВ Шрек Один) ist ein geschütztes Fahrzeug, das als Mannschaftstransporter für bis zu zehn Personen dient. Produziert wird es vom ukrainischen Fahrzeughersteller KrAZ, der das Fahrzeug mit der Streit Group entwickelt hat.

## Entwicklungsgeschichte
Der KrAZ Shrek One wurde Mitte der 2010er-Jahre von KrAZ mit der kanadisch-emiratischen Streit Group entwickelt. Im Zuge der Intensivierung des Ukrainekrieges zeigte sich, dass die Ukraine mittelfristig eine von Russland unabhängige Rüstungsproduktion benötigt, die in der Lage ist, moderne Militärfahrzeuge zu produzieren, die neben der Exportorientierung ebenfalls den Einsatz in den ukrainischen Streitkräften zum Ziel hat.
Die ersten Shrek-One-Fahrzeuge verschiedener Varianten wurden an die Vereinten Nationen ausgeliefert. Sie werden derzeit im Rahmen der MINUSMA-Friedensmission in Mali und anderen Krisengebieten in Afrika eingesetzt.

## Technik

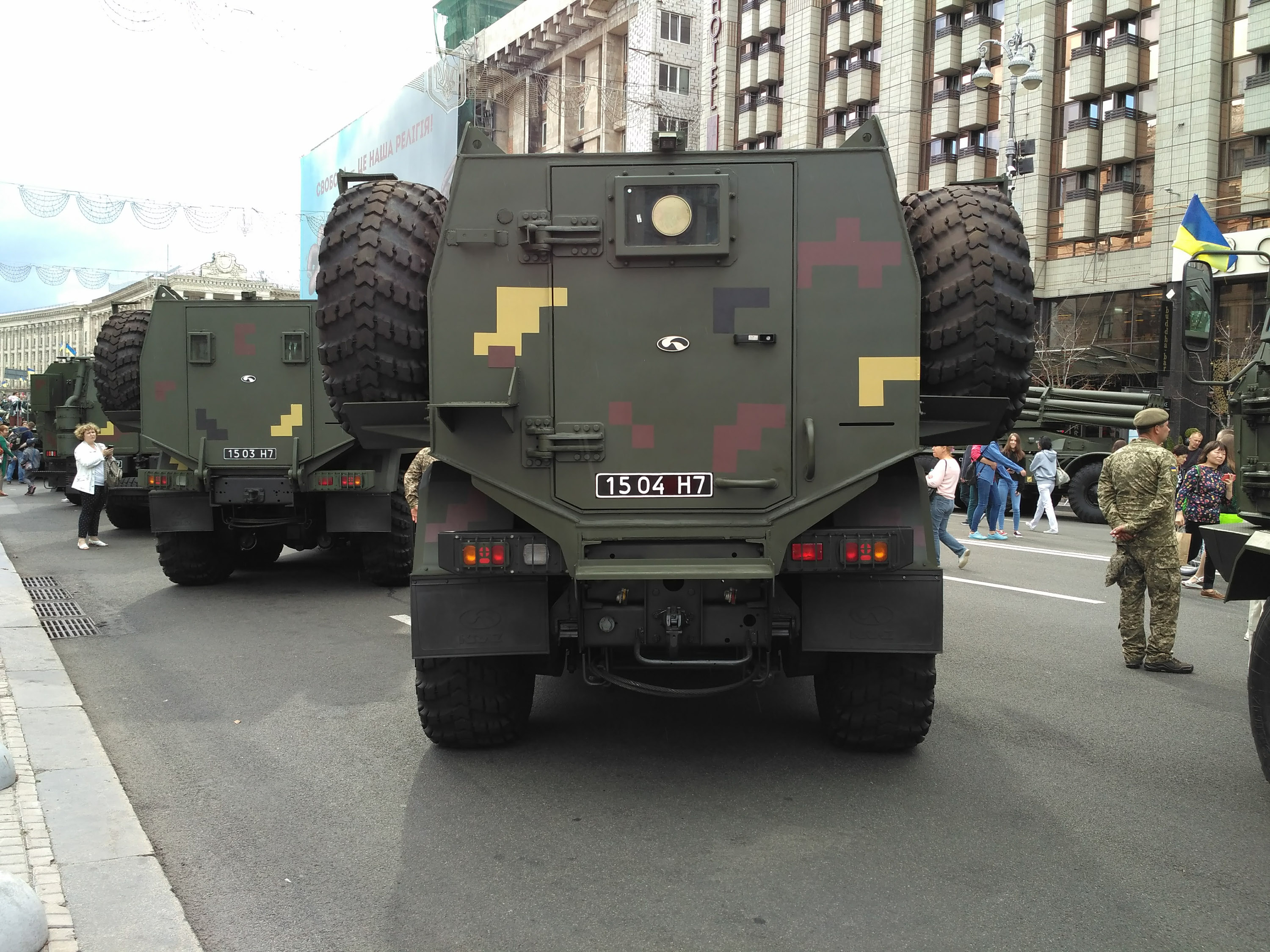
Hecktüre des KrAZ Shrek One

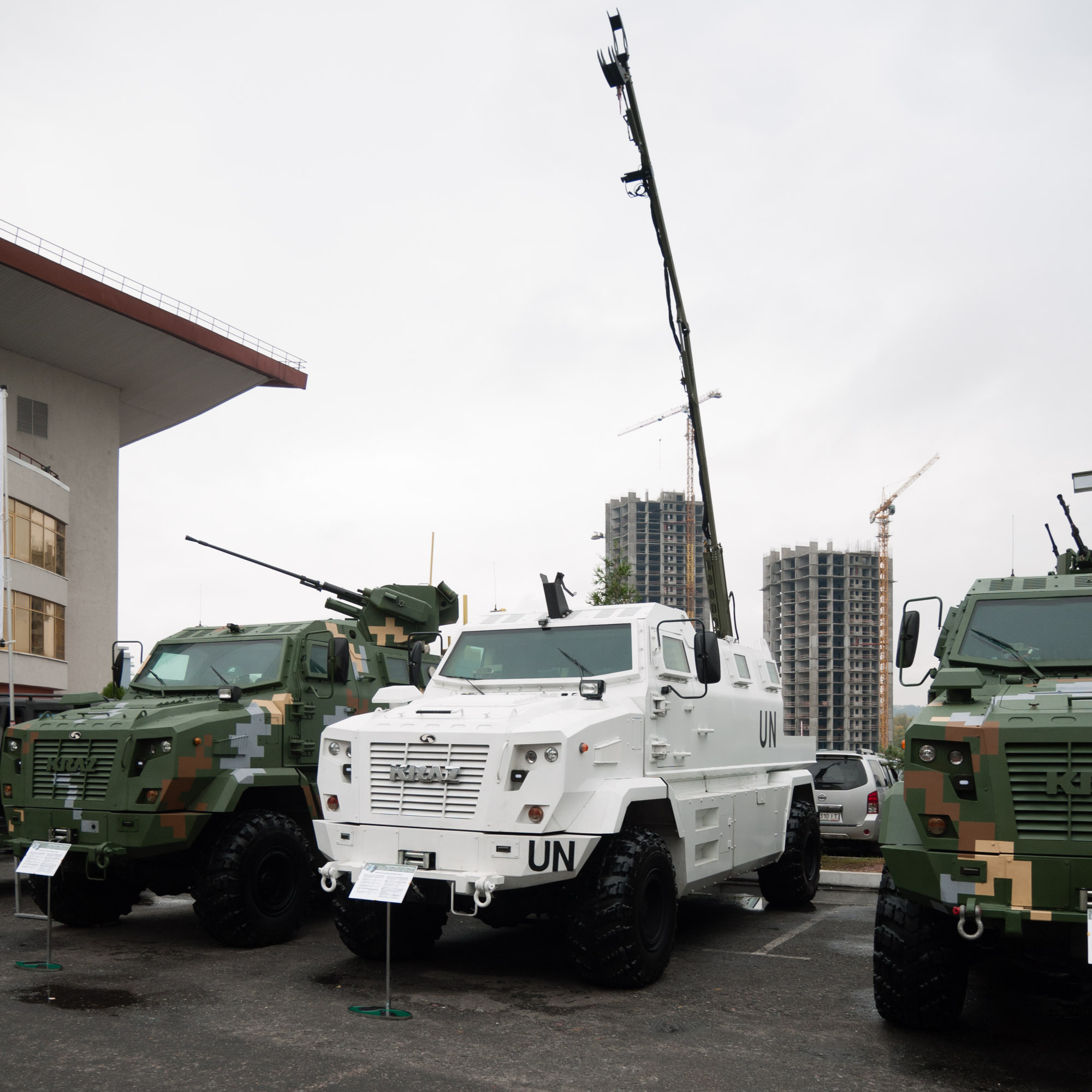
KrAZ Shrek-EOD

Das geschützte Radfahrzeug basiert auf dem 4×4-Chassis des Lkw-Typs KrAZ-5233НЕ und verfügt über eine V-förmig gestaltete Fahrzeugwanne, die im Falle einer Explosion unter dem Fahrzeug die Wucht einer Explosion zur Seite ablenkt. Der Shrek One hat eine Leermasse von – je nach Variante – 16 bis 17,5 Tonnen, zusätzlich sind noch zwei Kraftstofftanks mit einem Fassungsvermögen von je 250 l verbaut.
Eine kugelsichere Windschutzscheibe soll der Besatzung Schutz vor Geschossen bis zu einem Kaliber von 7,62 mm bieten, während seitlich jeweils vier Fenster mit Schießöffnungen eingebaut wurden. Der Zustieg erfolgt über eine Tür am Fahrzeugheck.
Der Mannschaftstransportraum des Shrek One kann bis zu zehn Soldaten aufnehmen. Das Arrangement und die Anzahl der Sitze kann verändert werden.
Es können Motoren verschiedener Marken eingebaut werden, die sonst üblicherweise bei KrAZ-LKW verbauten russischen JaMZ-Dieselmotoren sollen demnach aufgrund der politischen Spannungen zwischen der Ukraine und Russland nicht mehr obligat sein. So hatte der Shrek One in einer Version einen 330 PS starken JaMZ-Dieselmotor, während andere Versionen mit einem Cummins-, Ford- oder Deutz-Motor ausgestattet sind.
Eine Shrek-One-Variante ist mit einem Kranarm versehen, der zum Räumen von unkonventionellen Spreng- und Brandvorrichtungen verwendet wird. Damit können verdächtige Gegenstände in einer Entfernung von bis zu 20 Meter entfernt werden.

## Varianten
- KrAZ MPV TC Shrek One: Mannschaftstransporter (TC = Troop Carrier); bis zu zehn Soldaten im Innenraum
- KrAZ MPV Ambulance: Ambulanzversion für den Transport von bis zu vier Verwundeten und zwei Begleitern.[5]
- KrAZ Shrek-EOD: Version mit Kranarm und Greifer. Der gepanzerte Mannschaftsraum ist verkürzt, direkt dahinter befindet sich der Kranarm.

## Kampfeinsätze
Der KrAZ-MPV Shrek One wird von der Ukraine im Russisch-Ukrainischen Krieg eingesetzt. Laut dem Oryx-Blog gingen mit Stand November 2024 zwei Fahrzeuge verloren.